# Baron Howick of Glendale

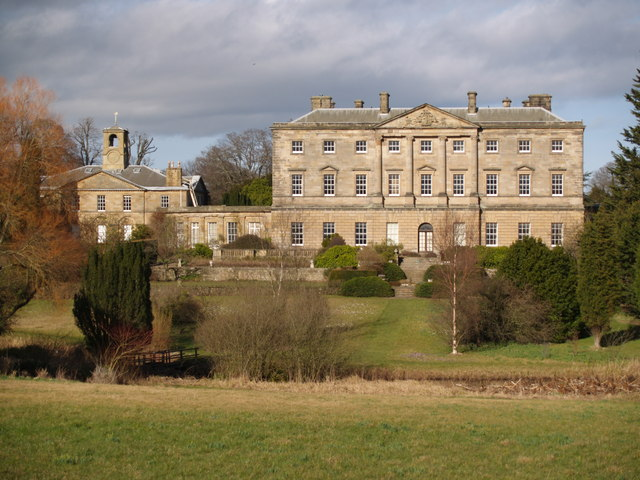
Howick Hall

Baron Howick of Glendale, of Howick in der County of Northumberland, ist ein erblicher britischer Adelstitel in der Peerage of the United Kingdom.
Familiensitz der Barone ist Howick Hall in Alnwick, Northumberland.

## Verleihung
Der Titel wurde am 8. Februar 1960 für Sir Evelyn Baring aus der Familie Baring geschaffen. Dieser war Gouverneur verschiedener britischer Kolonien gewesen, insbesondere in den Jahren 1952 bis 1959 von Kenia.

## Weitere Titel der Familie
Die Familie Baring, von der ein Zweig auch in Deutschland lebt, war als Bankiers (Barings Bank) zu Reichtum gekommen. Verschiedene Angehörige der Familie wurden in den Adelsstand erhoben. Dadurch sind die Mitglieder eines Zweiges der Familie häufig auch hinsichtlich eines anderen Titels erbberechtigt.
Dies gilt für die Barone Howick of Glendale hinsichtlich des Titels Earl of Cromer sowie der nachgeordneten Titel, die dem Vater des ersten Barons verliehen worden waren, außerdem für die Würde des Baronet, of London, heute ein nachgeordneter Titel des Baron Northbrook.

## Liste der Barone Howick of Glendale
- Evelyn Baring, 1. Baron Howick of Glendale (1903–1973)
- Charles Evelyn Baring, 2. Baron Howick of Glendale (* 1937)

Titelerbe ist der Sohn des jetzigen Barons, Hon. David Evelyn Charles Baring (* 1975).